# Braniškov
Braniškov är en ort i Tjeckien.   Den ligger i regionen Södra Mähren, i den sydöstra delen av landet, 160 km sydost om huvudstaden Prag. Braniškov ligger 487 meter över havet och antalet invånare är 167.
Terrängen runt Braniškov är platt åt sydväst, men åt nordost är den kuperad. Runt Braniškov är det ganska tätbefolkat, med 90 invånare per kvadratkilometer. Närmaste större samhälle är Kuřim, 13,5 km öster om Braniškov. I omgivningarna runt Braniškov växer i huvudsak blandskog.